# Hadrianus Marius

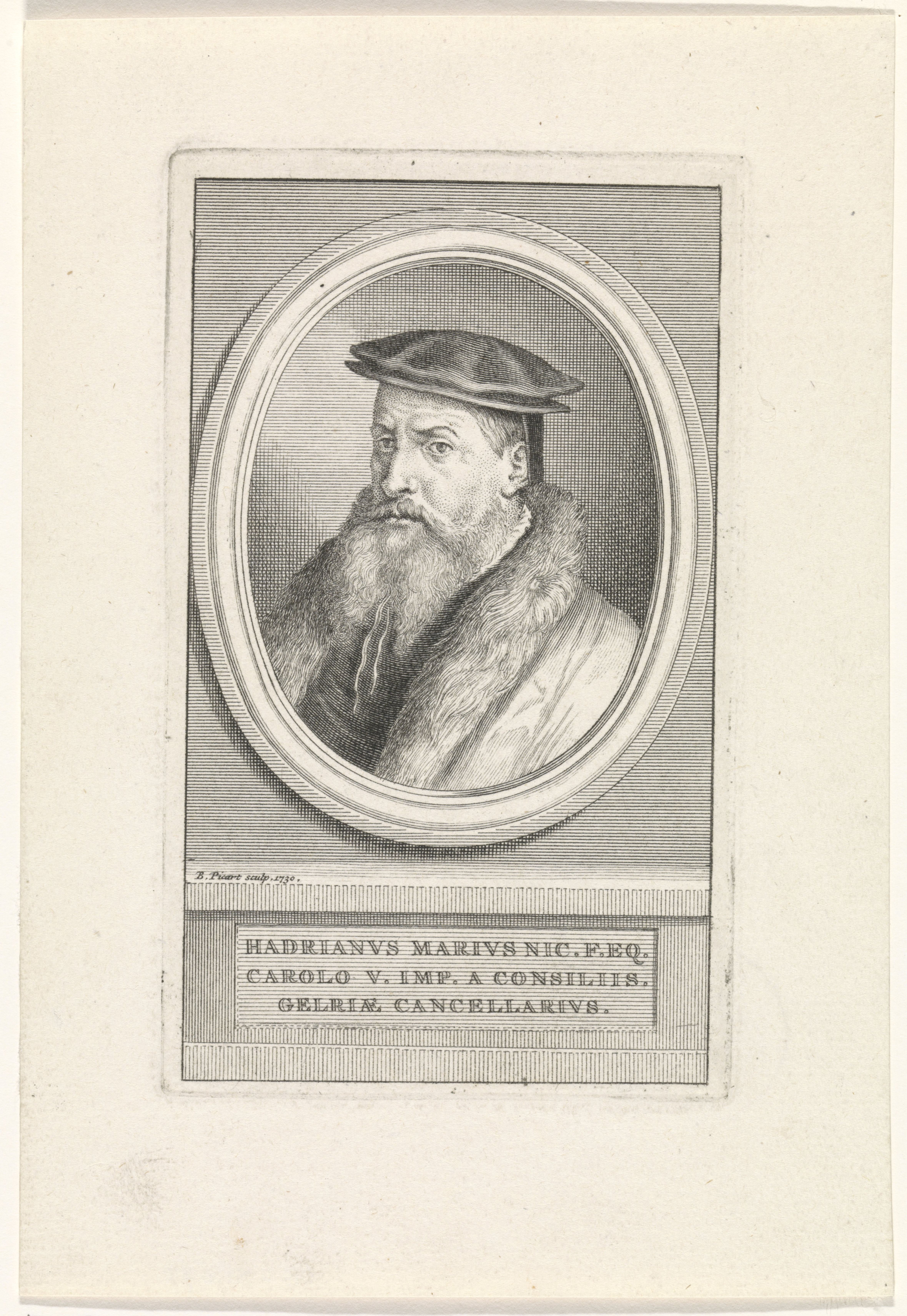

Hadrianus Marius, eigenlijk Adriaan Nicolai, dichtersnaam Marius, (Mechelen, 8 september 1509 - 1568) was een Nederlandse humanistische dichter die daarnaast een succesvolle carrière had in het Bourgondisch-Habsburgse ambtenarenapparaat.

## Levensloop
Marius was een van achttien kinderen van Nicolaas Everaerts, president van het Hof van Holland.
Hadrianus Marius en zijn twee broers Nicolaus Grudius en Janus Secundus staan bekend als de tres fratres belgae, of de drie dichtende broers. Marius is de minst bekende van de drie. Hij werd onder meer raadsheer bij het Hof van Utrecht (1540-1541), raadsheer in de Grote Raad van Mechelen (1541-), kanselier in het Hof van Gelre (1546-) en lid van de Raad van Beroerten (1567-).
Tijdens zijn leven werden er voor zover bekend geen gedichten van Marius gepubliceerd. Hij is later het meest bekend geworden door zijn gedicht over het schaatsenrijden.
Hij schreef ook een lang gedicht, in het Latijn, ter ere van de stad Brugge, na een kort verblijf in deze stad.